# Susana Peper

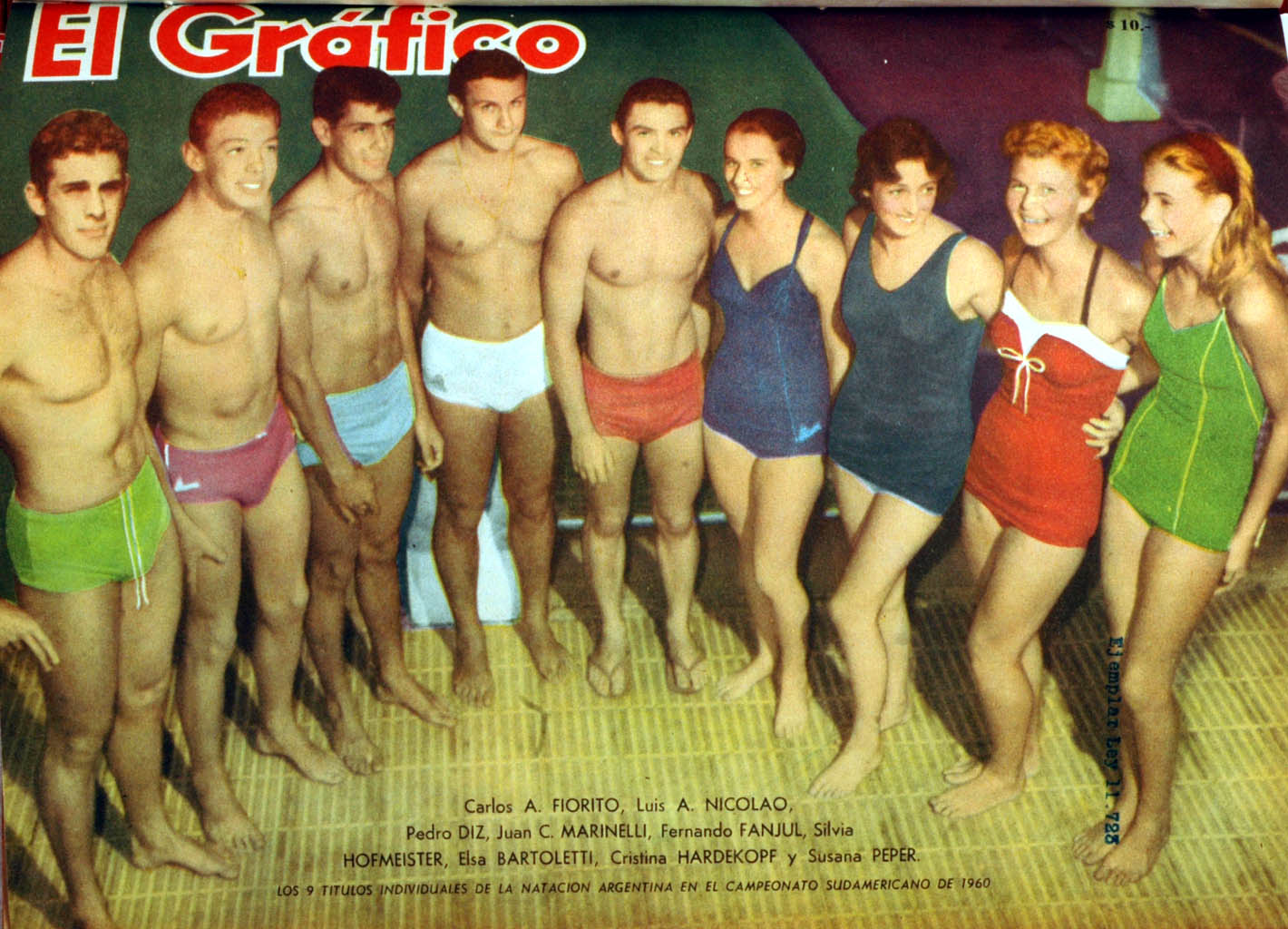
Susana Peper (primera desde la derecha) en la tapa de El Gráfico del 13 de abril de 1960, con nadadores argentinos que ganaron el Campeonato Sudamericano de Natación de 1960.

Susana Norma Peper Campbell (26 de febrero de 1946) es una nadadora retirada argentina que compitió en dos eventos en los Juegos Olímpicos de Tokio 1964.
Peper es la hija de los exnadadores olímpicos Roberto Peper y Jeannette Campbell. En las Olimpiadas de 1964, Campbell fue la abanderada olímpica de su país, mientras su hija la acompañaba como parte de la delegación que iba a competir.

Aquello fue sensacional  —concluye—-. Entrar con la bandera argentina sabiendo que mi hija estaba detrás, en el grupo, fue algo fuera de serie, uno de los mejores recuerdos de mi vida.
Jeanette Campbell, madre de Susana Peper